# Kamenice (přírodní památka)
Kamenice je přírodní památka ev. č. 156 poblíž obce Turovice v okrese Přerov. Oblast spravuje Agentura ochrany přírody a krajiny ČR.
Důvodem ochrany je zachování rostlinstva.